# Острём, Сверкер
Карл Сверкер Острём (швед. Sverker Åström; 30 декабря 1915, Уппсала — 26 июня 2012) — шведский дипломат, постоянный представитель Швеции при ООН (1964—1970).

## Биография
Родился в Уппсале, в семье адвоката Юна Острёма и его жены Бриты (урожденная Кугельберг). Окончил Уппсальский университет, получив степень бакалавра искусств в 1935 году и кандидата юриспруденции в 1939 году. Острём был членом Национальной Ассоциации Студентов в Уппсале, организации, связанной с пронацистской Национальной лигой Швеции, с 1932 по 1937 год.

## Дипломатическая карьера
После учёбы Острём работал в качестве атташе в Министерстве иностранных дел в Стокгольме. С 1940 по 1943 год служил в шведской миссии в Советском Союзе, сначала в Москве, а затем в Куйбышеве. В 1946 году он стал секретарем миссии в шведском посольстве в США. В 1948 году вернулся в министерство иностранных дел и стал начальником одного из его отделов в 1949 году. С 1953 по 1956 год он занимал пост советника в шведском посольстве в Лондоне, а с 1956 по 1963 год был начальником политического отдела и советником при Министерстве иностранных дел.
В 1964 году Острём сменил Агду Рёссель на посту постоянного представителя Швеции при ООН. Он оставался в этой должности до 1970 года, когда стал главным переговорщиком от Швеции по ЕЭС в Брюсселе. После этого он служил в качестве шведского государственного секретаря по иностранным делам с 1972 по 1977 год, а также послом Швеции во Франции с 1978 года вплоть до своей отставки в 1982 году.
На протяжении всей карьеры Острём оставался беспартийным, хотя и был близким другом премьер-министра-социал-демократа Улофа Пальме.

## Дальнейшая жизнь
Острём в 1992 году издал автобиографию («Мгновения: Полвека в Министерстве иностранных дел» — Ögonblick: från ett halvsekel i UD-tjänst).
Острём основал Фонд содействия развитию российско-шведских отношений, вложив в него все свои сбережения. Фонд был создан с целью развития российско-шведских отношений путём выделения стипендий молодым гражданам Российской Федерации
В 2003 году, в возрасте 88 лет, Острём заявил о своей гомосексуальности. В одном из интервью он объяснил, что его дипломатические посты делали невозможным публичное признание такого рода в период государственной службы, однако его руководство было осведомлено о положении дел, чтобы исключить возможность его шантажа иностранными агентами.
В 1995 году удостоен золотой медали за выдающиеся заслуги перед шведской культурой, наукой и обществом — Иллис Кворум.